# 埃爾克格羅夫鎮區 (伊利諾伊州庫克縣)
埃爾克格羅夫鎮區（英語：Elk Grove Township）是位於美國伊利諾伊州庫克縣的一個行政鎮區。

## 地方資料
根據2010年美國人口普查的數據，埃爾克格羅夫鎮區的面積為72.50平方千米，當中陸地面積為71.40平方千米，而水域面積為1.10平方千米。當地共有人口92491人，而人口密度為每平方千米1,275.74人。